# Cornelis Slobbe
Cornelis Slobbe (Rotterdam, 30 juni 1902 – Zwijndrecht, 12 maart 1995) was een Nederlands politicus van de ARP.
Hij werd geboren als zoon van Arie Slobbe (1863-1951) en Neeltje Buizer (ca. 1863-1940). Hij was werkzaam bij de gemeentesecretarie van Capelle aan den IJssel voor hij midden 1934 secretaris werd van de gemeenten Vlist en Haastrecht. In 1938 volgde zijn benoeming tot burgemeester van Ooltgensplaat. In 1941 werd hij daarnaast waarnemend burgemeester van Oude Tonge. Van juli 1942 tot december 1943 werd hij door de Duitse bezetters als gijzelaar geïnterneerd in Noord-Brabant. Intussen hadden Ooltgensplaat en Oude Tonge een pro-Duitse burgemeester gekregen. Hij sloot zich aan bij zijn gezin dat verhuisd was naar Capelle aan den IJssel. Op 1 mei 1945 ging hij per boot naar Flakkee en op 5 mei bereikte hij per fiets Oude Tonge en Ooltgensplaat waar hij zijn oude functies oppakte. Begin 1947 werd Slobbe burgemeester van Zwijndrecht waar hij in 1967 met pensioen ging. In verband met het ziekteverlof van de Lichtenvoordese burgemeester F.J. Waals was Slobbe daar vanaf 1968 een jaar waarnemend burgemeester. Slobbe overleed in 1995 op 92-jarige leeftijd.